# Andricus quercuscalicis
Espèce
Andricus quercuscalicis est une espèce d'insectes hyménoptères de la famille des Cynipidae.
Ce petit insecte provoque par ses piqûres la formation de galles lamellées, dures, munies de crêtes longitudinales, sur les glands et cupules notamment du chêne pédonculé. Les femelles agames (ou parthénogénétiques) sortent des galles de février à avril.

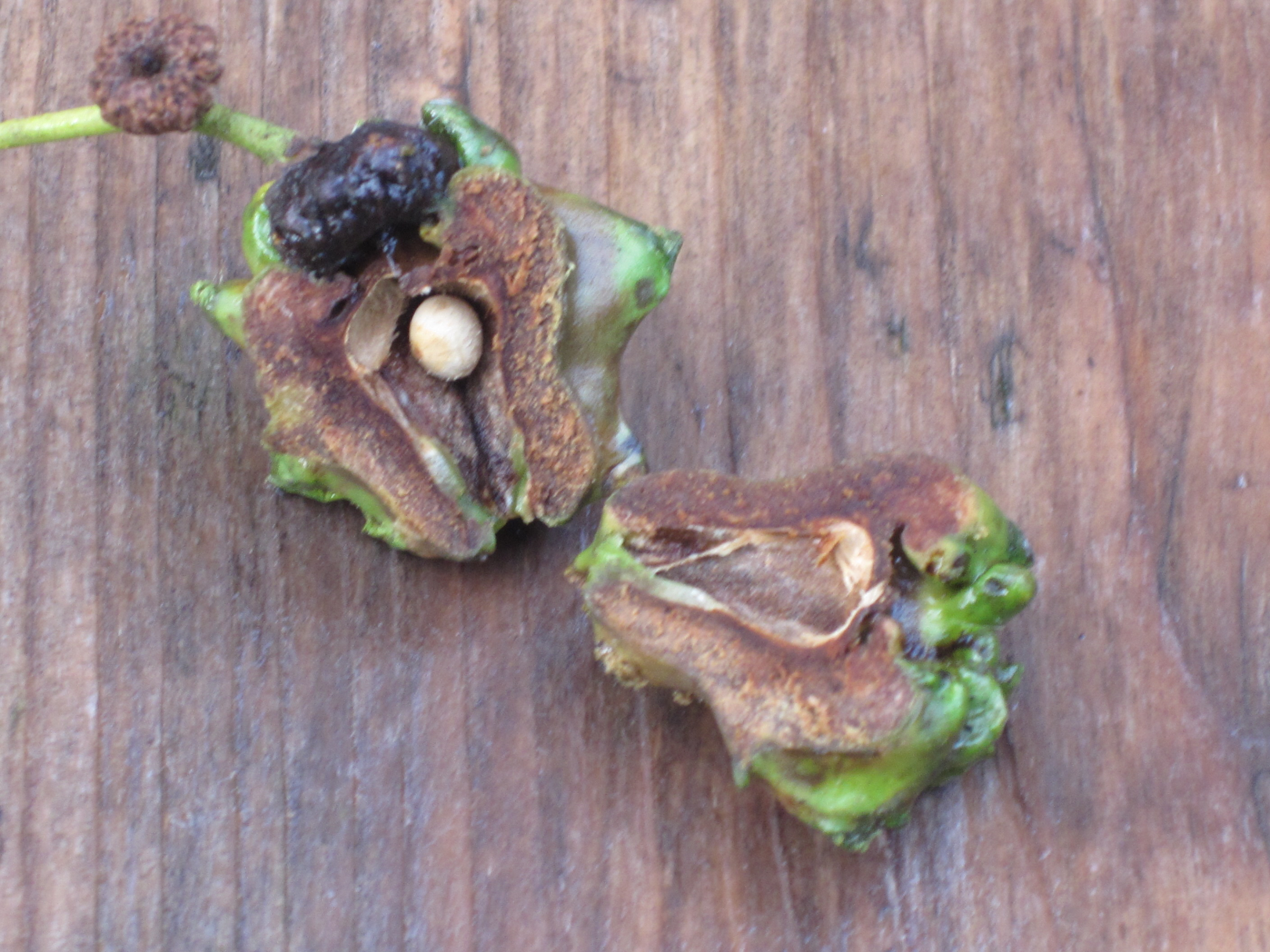
Galle ouverte montrant une larve